# NS Puppis
h1 Puppis
Pour les articles homonymes, voir h Puppis.
Désignations
NS Puppis (en abrégé NS Pup) est une étoile variable à longue période de la constellation de la Poupe. Elle porte également la désignation de Bayer de h1 Puppis. Sa magnitude apparente varie entre 4,4 et 4,5.
NS Puppis est une supergéante rouge de type spectral K4,5Ib.